# Prémio Grémio Literário
O Prémio Grémio Literário é um prémio literário criado em 1966 e concedido anualmente pelo Grémio Literário de Lisboa.
Este prémio consiste numa escultura/múltiplo da autoria de José de Guimarães, sócio honorário do Grémio Literário e é concedido anualmente a obras culturais originais, de autores portugueses, nas áreas das letras, das artes e das ciências.

## Lista de autores premiados
| Ano  | Galardoado                          | Obra                                                                                 |
| ---- | ----------------------------------- | ------------------------------------------------------------------------------------ |
| 2006 | António Pedro Mesquita              | O Pensamento Político Português no século XIX                                        |
| 2007 | Pedro Lapa                          | Exposição de Obra de Columbano Bordalo Pinheiro (1874-1900)                          |
| 2008 | Maria Manuel Lisboa                 | Uma Mãe Desconhecida, Amor e Perdição em Eça de Queiroz                              |
| 2009 | Manoel de Oliveira                  | Singularidades de uma Rapariga Loura                                                 |
| 2010 | Raúl Ruiz                           | Os Mistérios de Lisboa                                                               |
| 2011 | Parques de Sintra - Monte da Lua SA | Palácio de Monserrate e Chalet da Condessa                                           |
| 2012 | Marie-Hélène Piwnik                 | Eça de Queiroz Revisitado                                                            |
| 2013 | Maria de Fátima Bonifácio           | Um Homem Singular –Rodrigo da Fonseca Magalhães (1787-1858)                          |
| 2014 | Sandra Leandro                      | Joaquim de Vasconcelos: historiador, crítico de arte e museólogo – Uma ópera         |
| 2015 | Francisco de Sousa Lobo             | A Defesa de Lisboa Linhas de Torres Vedras, Lisboa, Oeiras e Sul do Tejo (1809-1814) |
| 2016 | David Justino                       | Fontismo. Liberalismo numa Sociedade iliberal                                        |
| 2017 | Dom Filipe Folque de Mendóça        | O Duque de Loulé - Crónica de um percurso político (1804-1875)                       |